# Sporamine
La sporamine est une protéine de stockage présente principalement dans les racines tubéreuses (ou tubercules) de la patate douce (Ipomoea batatas), plante chez laquelle elle représente plus de 80 % des protéines totales. La teneur en protéines brutes varie chez la patate douce entre 1 à 3 % et 10 % (dont 10 à 15 % de composants azotés non protéiques). Cette protéine, de la famille des globulines, a été isolée pour la première fois en 1931 et désignée sous le nom d'« ipomoéine », avant d'être renommée plus tard en « sporamine ».
La sporamine, qui comprend deux formes monomériques, la sporamine A et la sporamine B, possède diverses activités biologiques, c'est notamment un inhibiteur de trypsine. Elle peut jouer plusieurs rôles dans la plante : protéine de stockage dans les racines tubéreuses, défense des tissus végétatifs dans les feuilles et les tiges, et régulation des protéinases endogènes,.